# NGC 4272
NGC 4272 (również PGC 39715 lub UGC 7378) – galaktyka eliptyczna (E), znajdująca się w gwiazdozbiorze Warkocza Bereniki. Odkrył ją William Herschel 13 marca 1785 roku.